# (16935) 1998 FX111
A (16935) 1998 FX111 a Naprendszer kisbolygóövében található aszteroida. A LINEAR projekt keretében fedezték fel 1998. március 31-én.